# Carite
Nella mitologia greca, Carite (forme equivalenti del nome possono sono anche Charis o Carita) è una delle Grazie, o Cariti.
Il nome stesso (Charis, in greco: Χάρις) la identifica come la Grazia personificata, simbolo dell'armonia e della perfezione, a cui un essere mortale dovrebbe tendere per considerarsi puro nel corpo e nello spirito.

## Nel mito

### Le origini
Le leggende legate a questa figura puramente astratta non trovano riscontri in altri miti; solo alcuni poeti, quali Nonno di Panopoli e Pausania, si sono interessati alle sue vicende e hanno trasformato tale personaggio in una figura più concreta, e quindi, in una divinità. Nessun autore, tuttavia, specifica le origini di Carite; la tradizione più semplice e più ovvia la definisce figlia di Zeus, padre della maggior parte delle Cariti: Eufrosine, Talia, Aglaia e Pasitea.

### Matrimonio con Efesto
Nell'Iliade, Carite appare felicemente sposata con Efesto, il dio fabbro, figlio di Zeus e di Era e suo fratellastro. Tale matrimonio non è però altrimenti noto: nell'Odissea, poema attribuito addirittura allo stesso autore dell'Iliade, il dio appare al contrario maritato con Afrodite, mentre della giovane Carite non si fa menzione. Ulteriori tradizioni affermano che Efesto sposò un'altra Grazia, sorella della precedente, Aglaia.

### Carite, nell'«Iliade»
L'unica comparsa di Carite in ambito letterario avviene infatti solo nell'Iliade, al libro XVIII. In tale occasione, Carite, definita da Omero «velo splendente» e «bella», è la prima ad accogliere Teti la Nereide, la quale, addolorata per lo sconforto del figlio Achille di fronte alla perdita dell'amante Patroclo in battaglia, ha intenzione di rivolgersi al dio Storpio per richiedere la costruzione di una ricca armatura.
La reazione di Carite di fronte alla sua visita è di grande comprensione, venata tuttavia da un leggero rimprovero:
(Commento di Carite. Omero, Iliade, libro XVIII, versi 385-387. Traduzione di Rosa Calzecchi Onesti.)
Dopodiché l'accompagnò presso un trono a borchie d'argento, e chiamò il marito, il quale, alla vista di una presenza tanto cara e gentile, accorse subito in aiuto di Teti e forgiò per lei le armi con cui Achille giunse a Troia e vendicò la morte dell'amico.

### Fonti
- Omero, Iliade, libro XVIII, versi 382-392.

### Traduzione delle fonti
- Rosa Calzecchi Onesti, Omero. Iliade, seconda edizione, Torino, Einaudi, 1990, ISBN 978-88-06-17694-5.